# テトラメリスタ科
テトラメリスタ科（テトラメリスタか、Tetrameristaceae）はツツジ目に属する植物の科の一つ。

## 分類
3属におよそ5種が含まれる。
- Pelliciera - Pelliciera rhizophorae1種のみ。パナマ地峡の両岸に見られるマングローブ植物。かつては独立科の Pellicieraceae に分類されていた[2]。
- Pentamerista - Pentamerista neotropica1種のみ。ギアナ高地に自生[2]。
- Tetramerista - マレーシアに自生。